# Патрикије Бруски
Свети мученик Патрикије је хришћански светитељ. Слави се са три презвитера: Акакијем, Менандром и Полиеном. Пострадали су за веру Христову у Бруси за време владавине Јулијана Одступника. Намесник царски Јуније довео је ове светитеље до врућих вода и упитао Патрикија: "Ко је створио ове лековите воде, зар не наши богови Ескулап и други, којима се ми клањамо?" Одговори свети Патрикије: "Ваши су богови демони, а ове воде као и све остало створио је Христос Господ и Бог наш". Онда је упитао намесник: "А да ли ће те твој Христос спасти, ако те ја бацим у ову врелу воду?" Одговорио је светитељ: "Ако хоће, Он ме може сачувати цела и неповређена, премда бих ја желео, да се у тој води разрешим од овог временског живота, да бих са Христом вечно живео; но нека буде на мени Његова света воља, без које ни влас не отпада са главе човекове!" Чувши ово намесник је наредио да Патрикија баце у врелу воду. У хришћанској традицији помиње се да су вреле капље прснуле на све стране и опекле многе присутне, али Патрикије, који се непрестано молио, је остао неповређен. Када је видео ово, намесник се разјарио од срама и наредио, да се и Патрикију и осталој тројици његових презвитера одсеку главе секиром. 
Српска православна црква слави их 19. маја по црквеном, а 1. јуна по грегоријанском календару.